# Geissenstall Alp Parvansauls

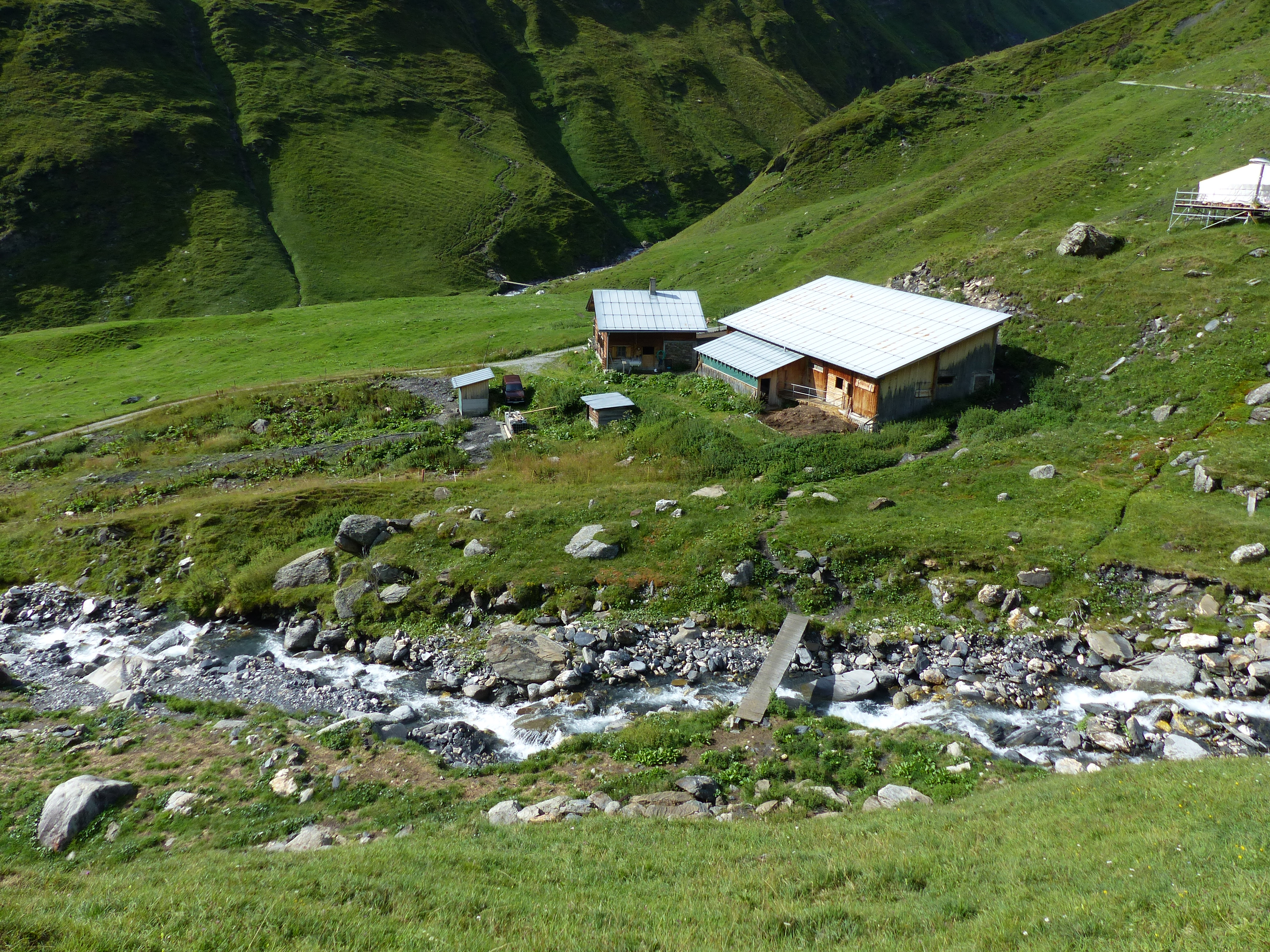
Nordansicht

Der Geissenstall Alp Parvansauls in Vrin im Schweizer Kanton Graubünden besteht aus zwei Gebäuden und ist ein Frühwerk des Architekten Gion A. Caminada auf der Alp Parvalsauns.

## Lage
Der Gebäudekomplex steht gut vier Kilometer südwestlich des Dorfes Vrin auf einer Höhe von 1600 m ü. M. am Wanderweg 6, der von Vrin über den Pass Diesrut in die Greina-Hochebene führt. Der Gebirgsbach Aua da Ramosa trennt den Geissenstall vom 400 Meter entfernten Weiler Puzzatsch.

## Geschichte und Architektur
Die Anlage, bestehend aus zwei Baukörpern – Wohn- und Ökonomiehaus – wurde von 1992 bis 1993 nach den Plänen Caminadas entworfen und errichtet. Die Unterteilung in zwei Häuser entspricht der tradierten Dorfstruktur. Der Stall als Schutzbau schmiegt sich als Riegel an den Hang; das Haus mit Satteldach schafft die Beziehung zum Tal. Holz und Stein sind das Baumaterial. Die Churer Ingenieure Branger & Conzett zeichneten verantwortlich für das Tragwerk.

## Preise
- 1994: Auszeichnung für gute Bauten Graubünden[3]

## Fussnoten
1. ↑  Geissenstall Parvansauls by Gion A. Caminada (864AR) — Atlas of Places. Abgerufen am 26. Mai 2022.
2. ↑  Jürg Ragettli: Zeitgemässes Bauen in den Bergen: heimatschützerische Positionen zu Architektur und Landschaft. In: www.e-periodica.ch. Heimatschutz = Patrimoine, abgerufen am 26. Mai 2022.
3. ↑  Auszeichnung guter Bauten im Kanton Graubünden. In: Schweizerischer Ingenieur und Architekt. Ausgabe 48, November 1994, S. 1018, doi:10.5169/seals-78567

Koordinaten: 46° 38′ 16,7″ N, 9° 3′ 57,7″ O; CH1903: 724599 / 166484